# Avenida Remedios de Escalada de San Martín
La Avenida Remedios de Escalada de San Martín es una avenida urbana de 4,6 km ubicada en el partido de Lanús. Es una de las principales arterias viales del municipio, ya que permite conectar con la Ciudad Autónoma de Buenos Aires por medio del Puente Alsina.

## Características
Es una de las avenidas más transitadas del municipio. Más de 15 líneas de colectivos circulan por la avenida. Recorre un total de 4.6 kilómetros, pasando por las localidades de Gerli, Lanús y Valentín Alsina hasta llegar al Puente Alsina, donde finaliza su recorrido. Al norte, ingresa a la Ciudad Autónoma de Buenos Aires y continúa por el barrio de Nueva Pompeya bajo el nombre de Avenida Sáenz. Al sur, cruza la avenida Hipólito Yrigoyen y cambia su denominación a Avenida Presidente Raúl Alfonsín.
Lleva su nombre en honor a Remedios de Escalada, la esposa del general José de San Martín.

## Recorrido
A continuación, un mapa esquemático de todo el recorrido de esta avenida.
|  |  | RMCONTg |

|  | STRq | SKRZ-Muq | STRq |

|  |  | RM |

|  | STRq | RMKRZ | STRq |

|  |  | RM |

|  | RMq | MWNODE | STRq |

|  |  | RM |

|  | STRq | KRZ | STRq |

|  |  | TEEaq | STRq |

|  |  | STR |

|  |  | TEEaq | STRq |

|  | STRq | TEEeq |  |

|  |  | RM |

|  | STRq | MWNODE | STRq |

|  |  | RM |

|  |  | SKRZ-Muq |

|  |  | RM |

|  | STRq | SKRZ-Muq | STRq |

|  | WASSERq | RMoW2 | WASSERq |

|  |  | RMCONTf |

## Metrobús Lanús
A principios de 2016, el por ese entonces recién asumido intendente Néstor Grindetti anunció la construcción de un metrobús que recorrería toda la avenida desde el Puente Alsina hasta la Avenida Hipólito Yrigoyen, estando prevista su construcción para la segunda mitad del año. Sin embargo, el alto coste y la fuerte oposición de los vecinos de la zona causó que el proyecto quedase descartado.

## Galería

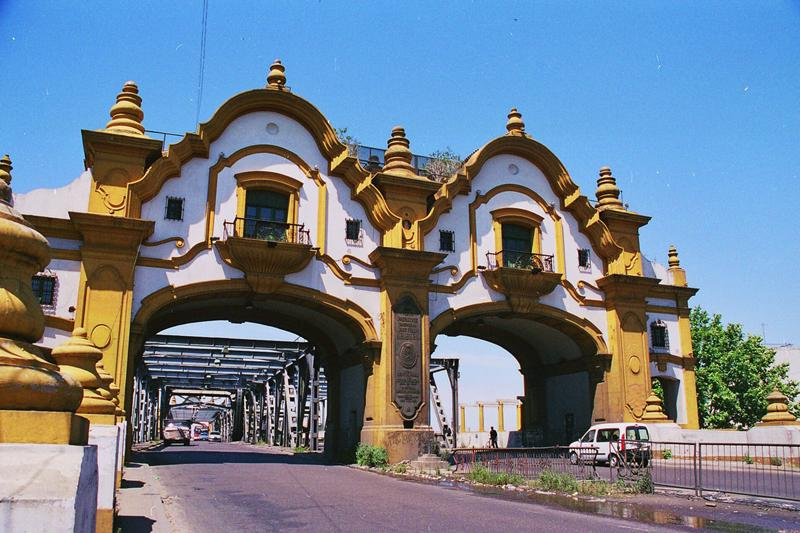
El Puente Alsina, sentido a Capital Federal.
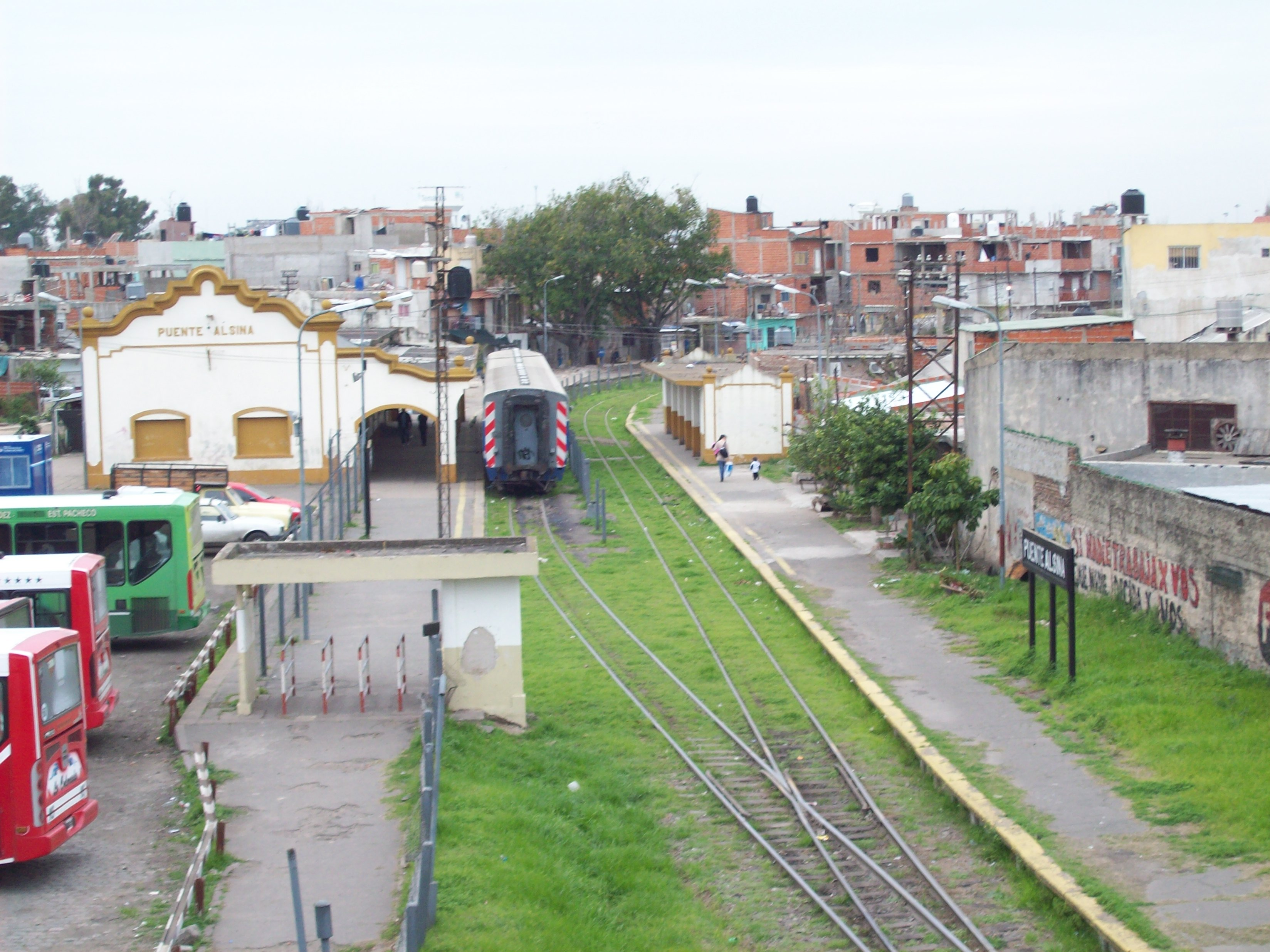
La estación Puente Alsina (hoy sin servicio), vista desde el puente.